# Lo Mantang
Lo Mantang est une cité fortifiée du Népal à 3 840 mètres d'altitude. Elle se situe dans le district de Mustang, de la province de Gandaki. Elle est l'ancienne capitale du royaume du Mustang (ou "royaume de Lo").

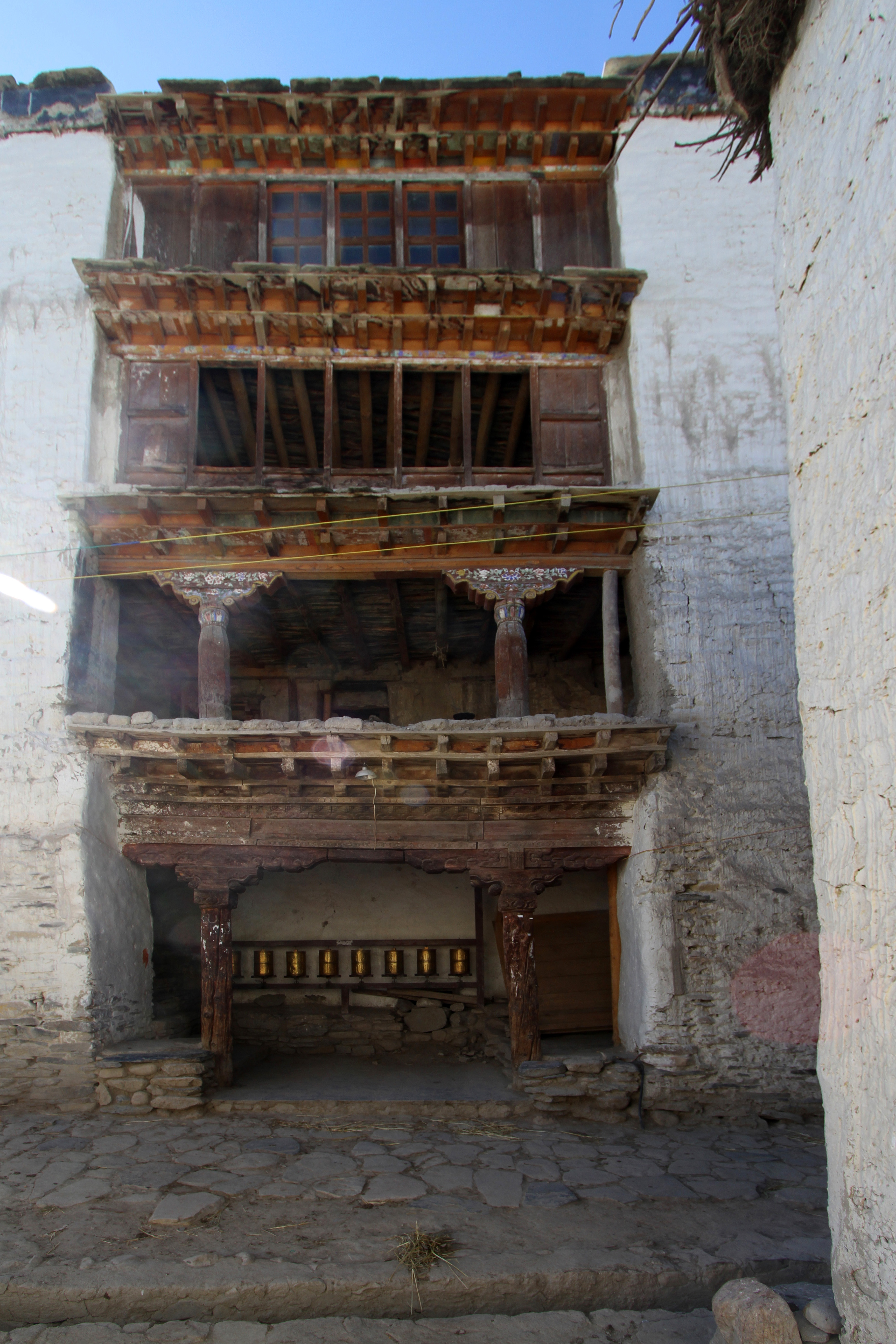
L'édifice le plus important dans la partie haute de la ville est le palais à trois étages, une des quatre demeures royales.

## Urbanisme
Lo Mantang a conservé son allure médiévale, entourée de ses murs. Elle renferme environ 25 maisons, trois monastères et un palais royal. Au recensement de 2011, elle comptait 569 habitants parlant principalement le tibétain et pratiquant le commerce avec le Tibet au nord, le reste avec le Népal au sud.
La partie médiévale et emmurée située à l'est de la ville a été proposée en 2008 pour une inscription au patrimoine mondial et figure sur la « liste indicative » de l’UNESCO dans la catégorie patrimoine culturel.

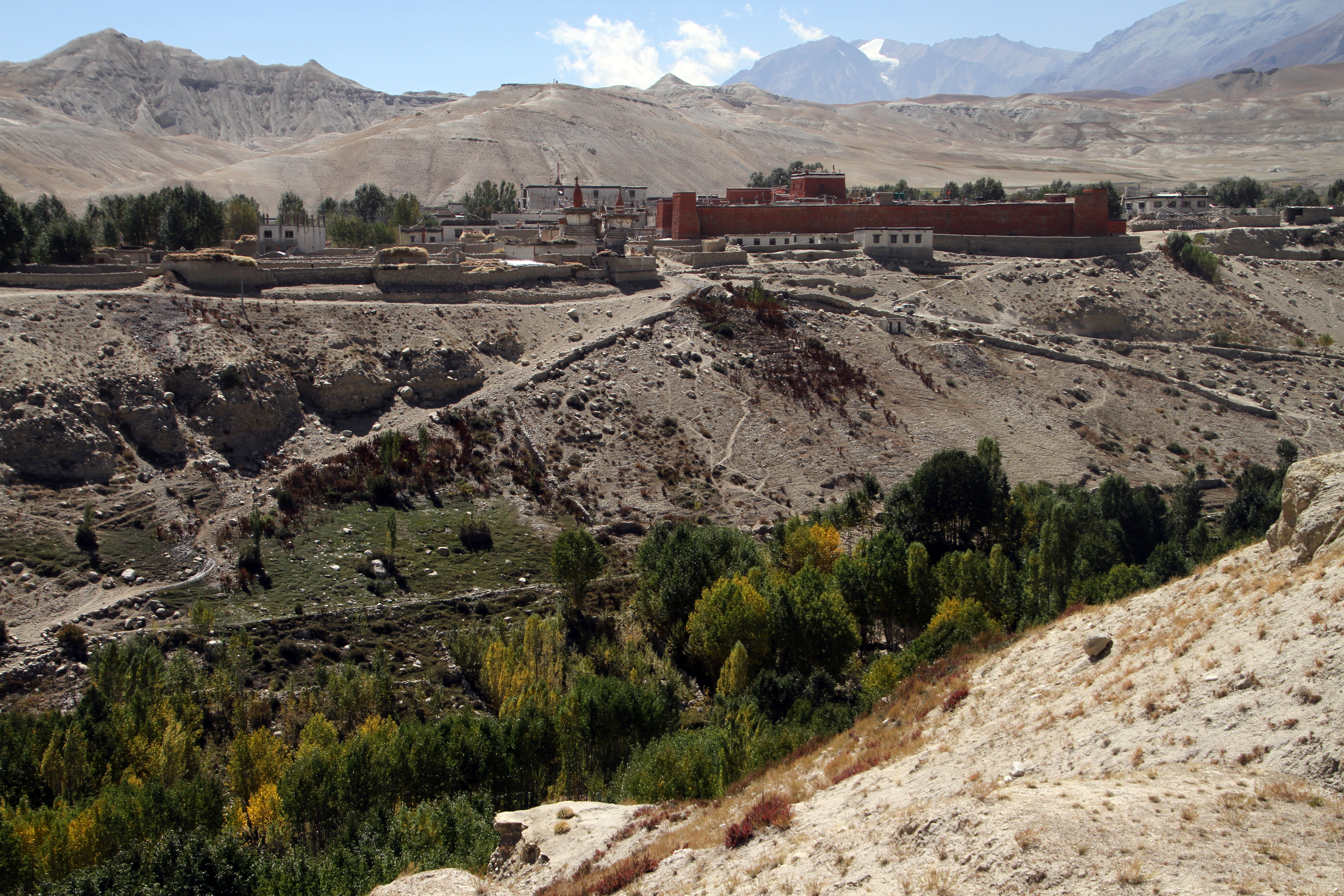
Lo Mantang et son contexte géographique

## Géographie
Pour y accéder par le sud, il faut compter 4 à 5 jours de marche depuis Jomoson ou 2 à 3 jours de cheval, en franchissant plusieurs cols. Au nord, elle se trouve à 5 heures de marche de la frontière du Népal.

### Climat
La région ne bénéficie pas de la mousson sud-asiatique, bloquée au sud par les sommets himalayens. Une spécificité climatique qui limite l'agriculture vivrière à une récolte par an : du blé, de l'orge et quelques légumes. Un peu d'élevage comme des troupeaux de yaks semi-sauvages, complète les maigres ressources des Mustangis.

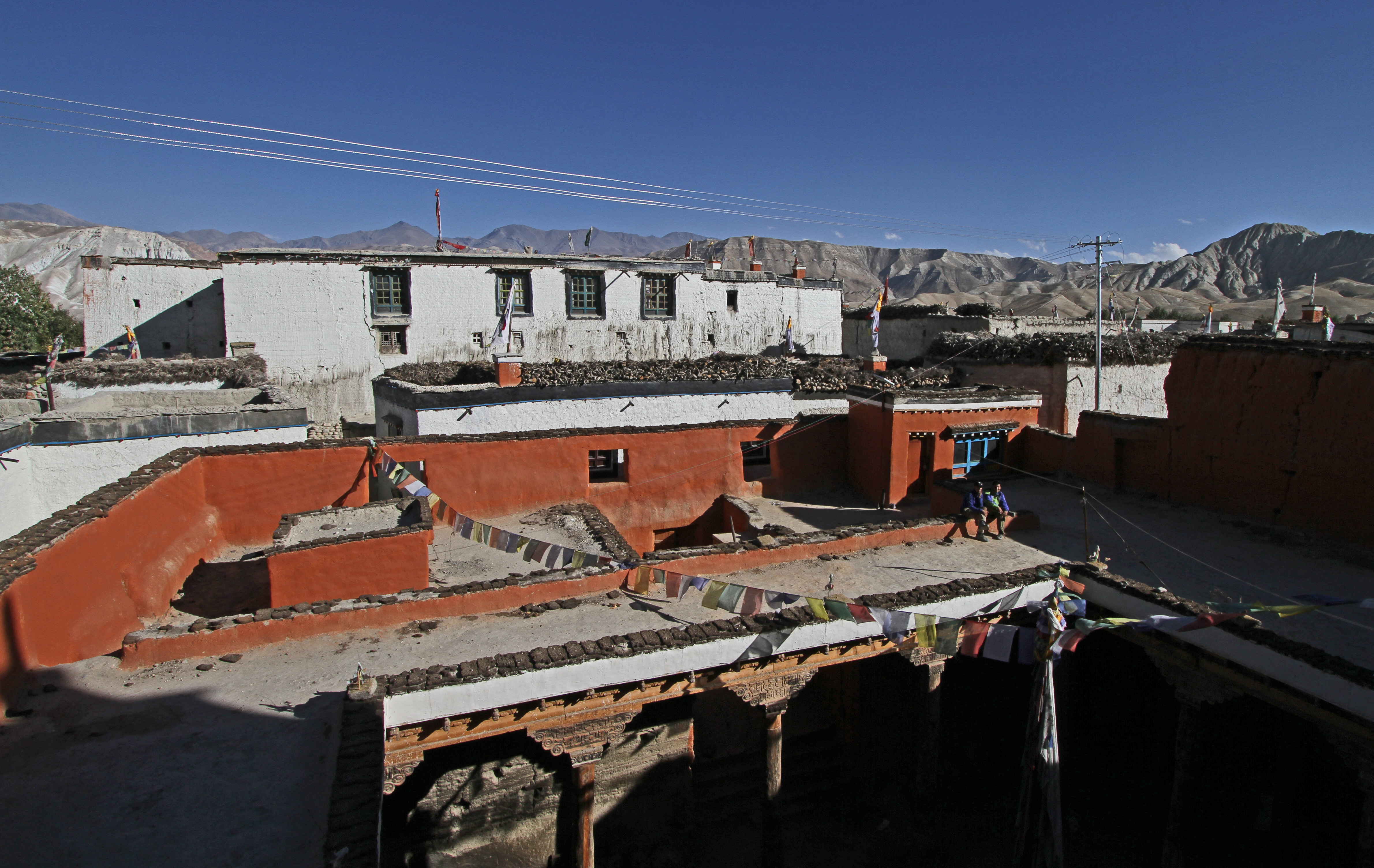
Jampa Lhakhang
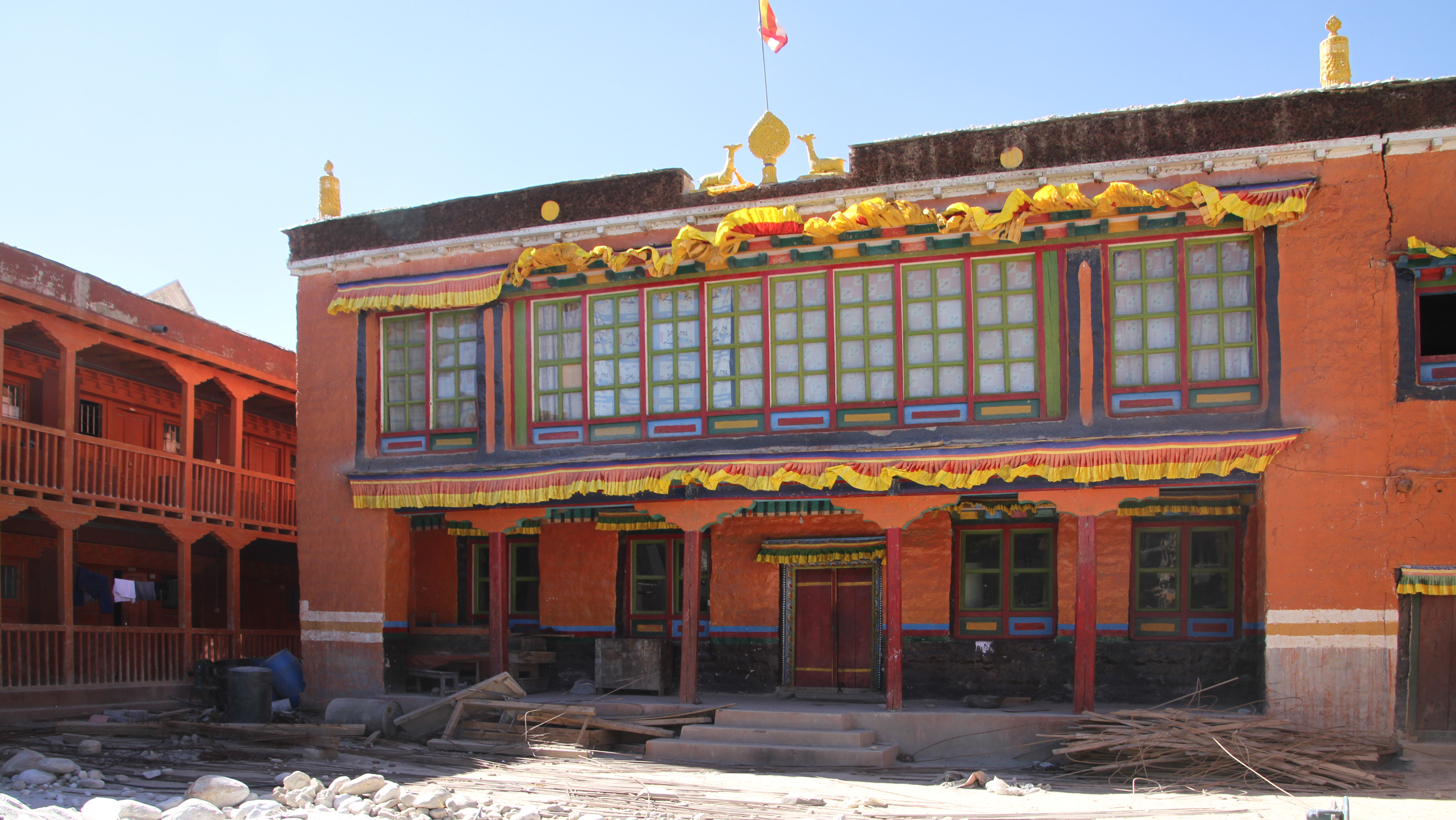
Choede Lhakhang
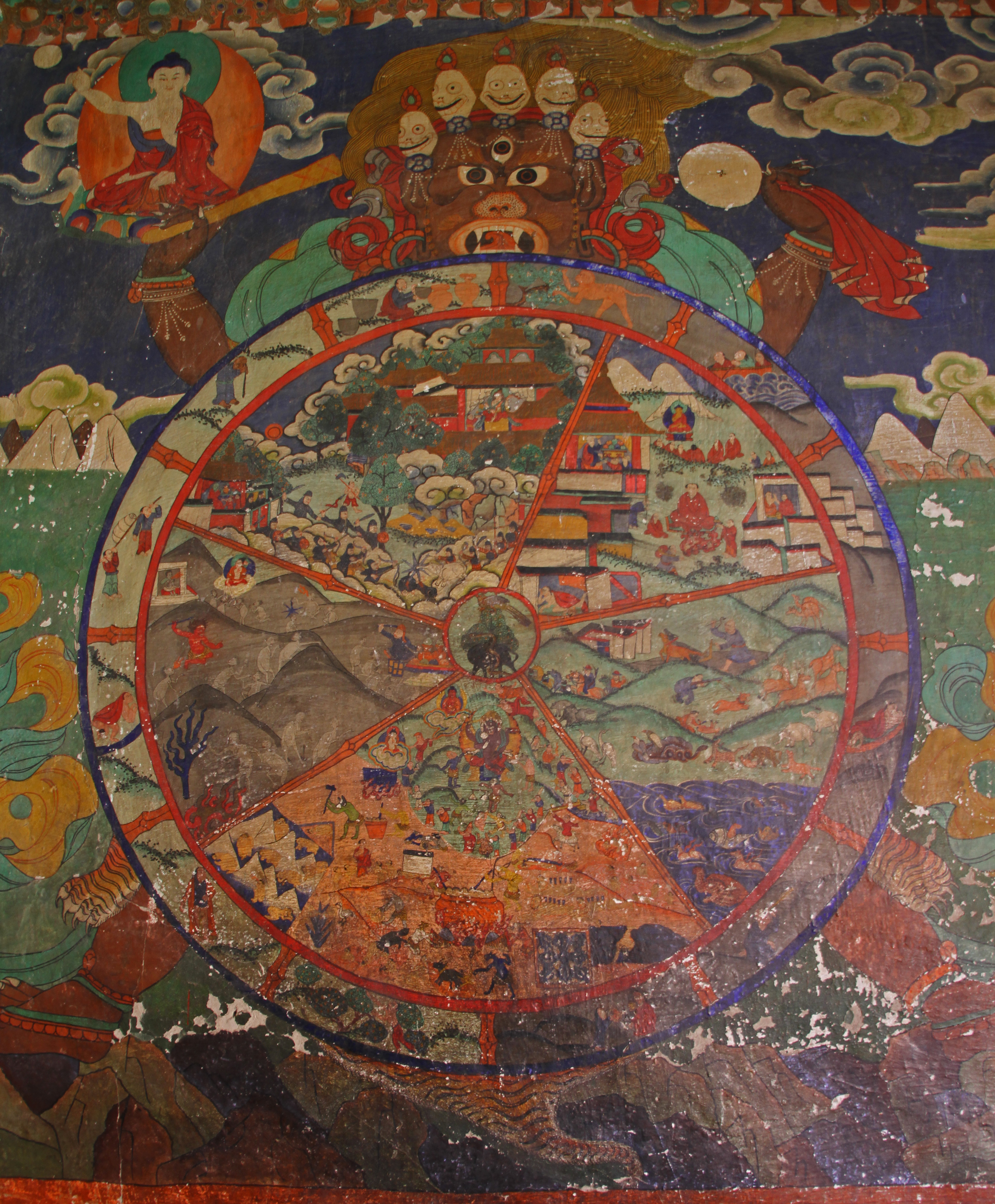
Choede Lhakhang
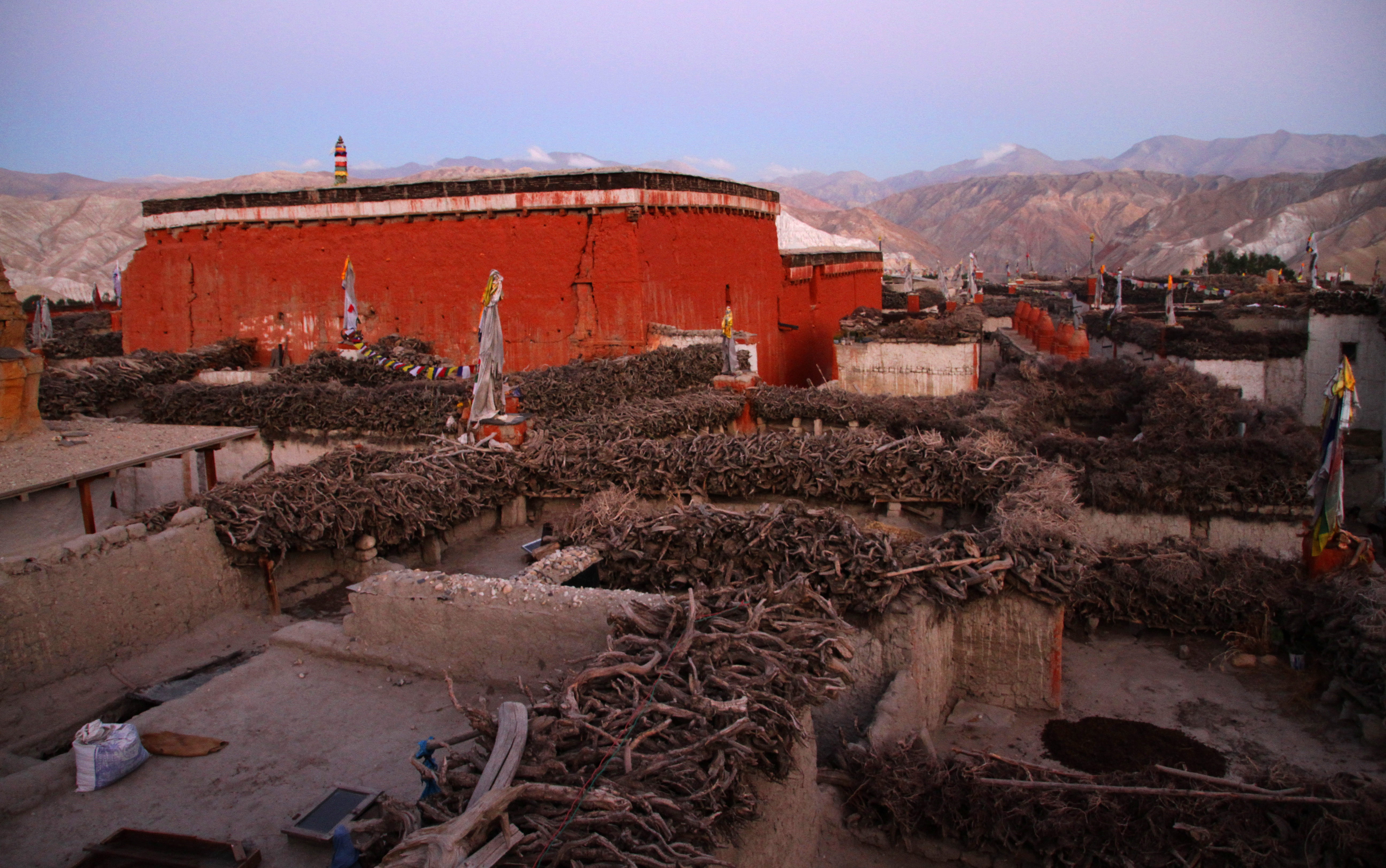
Toits
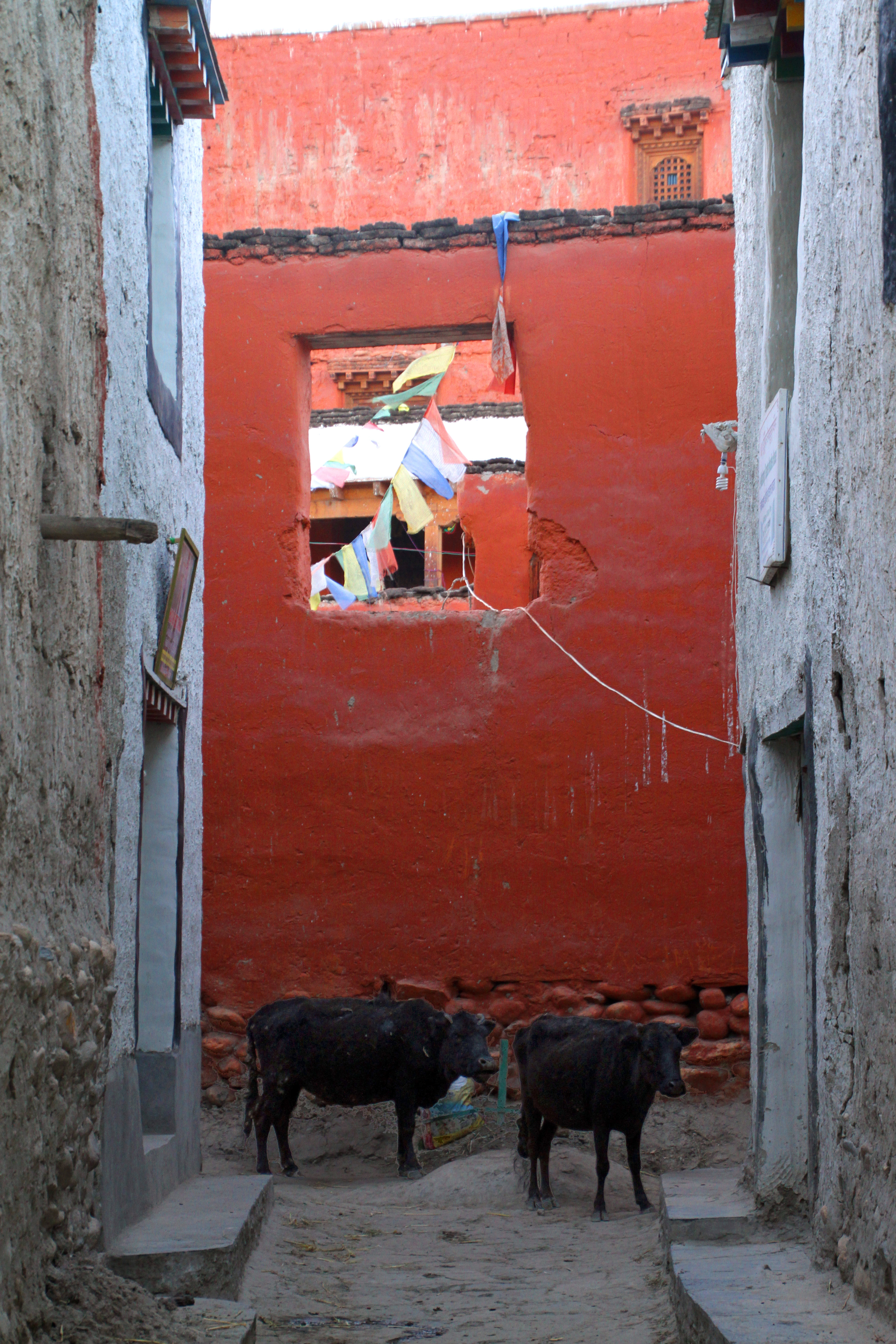
Ruelle
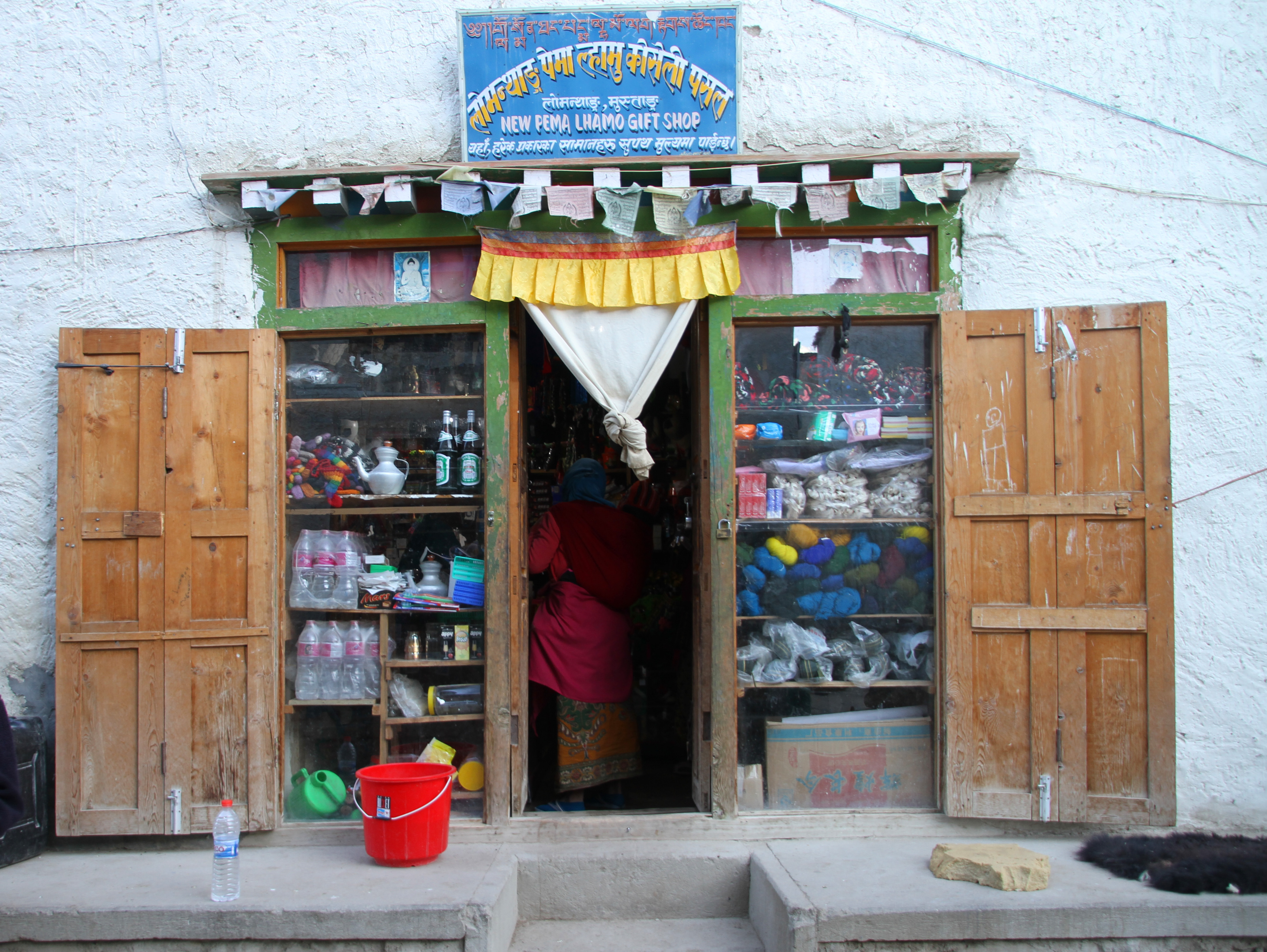
Boutique
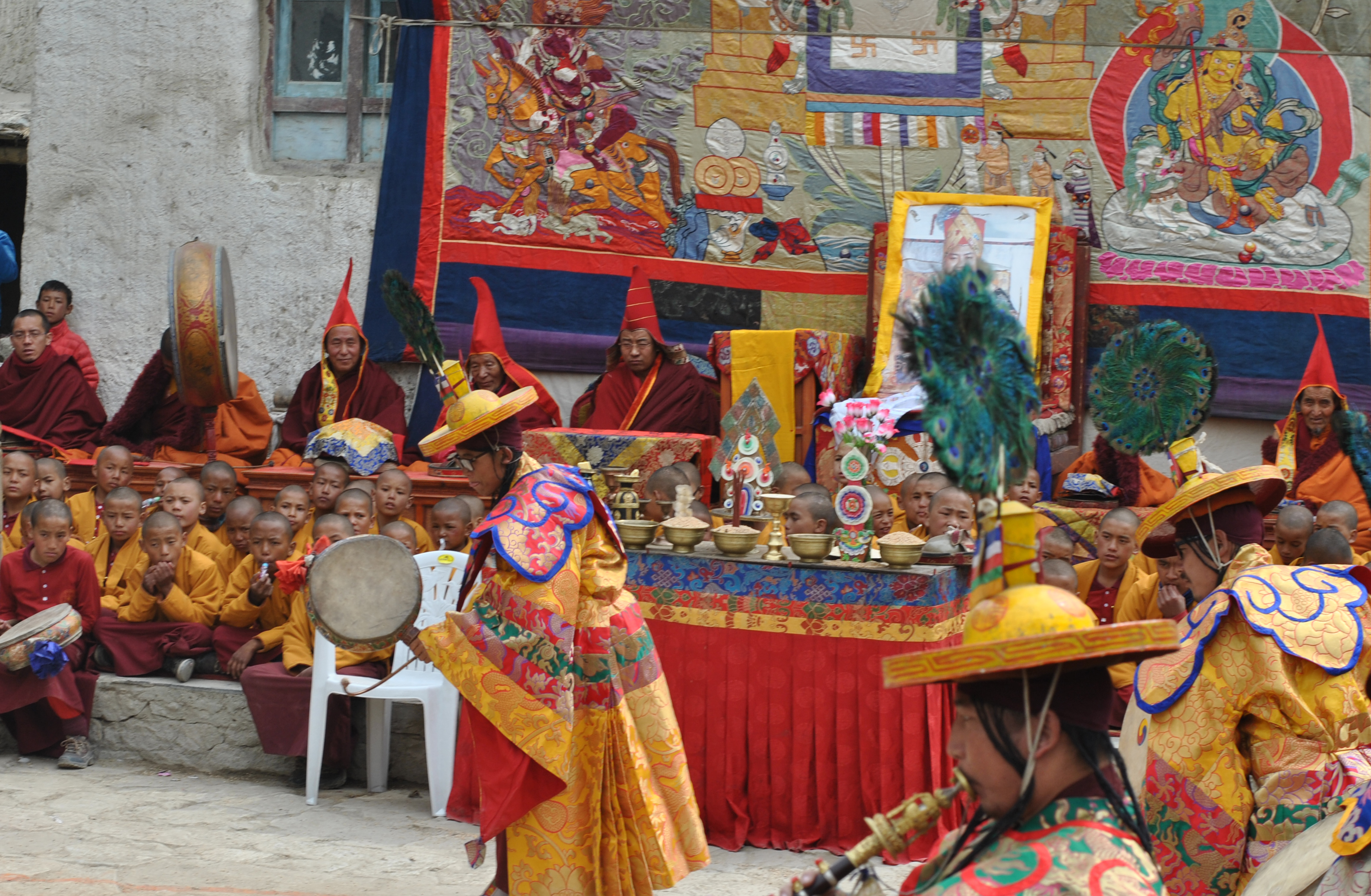
Festival Tiji
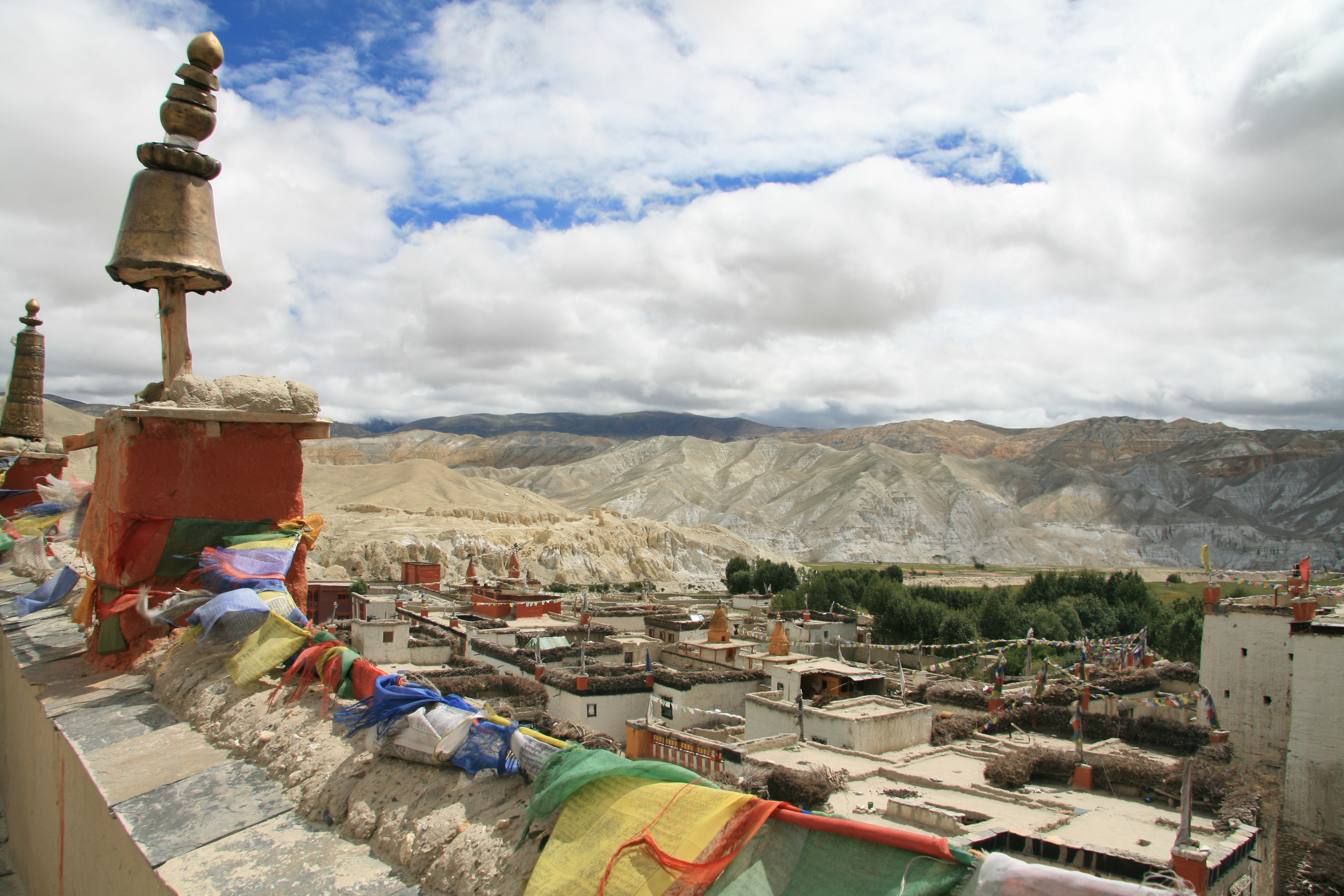
Ville
Campagne